# Gerhard Elfert
Gerhard Elfert (* 6. September 1942 in Hannover; † 29. Juli 2023 in Engelskirchen) war ein deutscher Fußballspieler, der in der Bundesliga von 1965 bis 1971 bei Borussia Mönchengladbach und Eintracht Braunschweig 97 Spiele absolvierte und dabei acht Tore erzielte.

## Laufbahn

### Arminia Hannover, bis 1965
Gerhard „Amigo“ Elfert durchlief bei den „Blauen“ vom Stadion am Bischofsholer Damm, SV Arminia Hannover, alle Jugendklassen und ragte mit seiner hervorragenden Technik als Passgeber und Einfädler so heraus, dass er für den DFB in den UEFA-Turnieren 1960 und 1961 in der deutschen Jugendnationalmannschaft zum Einsatz kam. Im Jahre 1960 spielte er zusammen mit Karl-Heinz Bente, Kurt Haseneder und Stefan Reisch in Österreich und 1961 führte er als Kapitän die Mannschaft von DFB-Trainer Helmut Schön in Portugal auf den dritten Platz. Als Spielführer hatte er 1961 die Mannschaftskollegen Fritz Boyens, Rolf Kahn, Reinhard Libuda, Sepp Maier, Wolfgang Overath, Bernd Patzke und Horst Wild an seiner Seite. Insgesamt bestritt das Arminia-Talent 12 Jugendländerspiele.
Im Seniorenbereich gehörte er der Meistermannschaft von 1961/62 in der Amateurliga Niedersachsen-West an, die sich in der Aufstiegsrunde zur Oberliga Nord gegen den TSV Uetersen, Heider SV und SSV Delmenhorst souverän mit 12:0 Punkten durchsetzte und damit in die Erstklassigkeit im Norden aufstieg. Am 20. September 1961 debütierte der niedersächsische Amateurspieler in Odense beim Länderspiel gegen Dänemark in der U-23-Nationalmannschaft. Mit seinem Arminia-Mannschaftskamerad Lothar Ulsaß versuchte er in der Verbinderposition die Spitzen Gustav Flachenecker, Jürgen Schütz und Oskar Lotz in Szene zu setzen. Als Aufsteiger belegte Arminia in der letzten Oberliga-Saison 1962/63 im Norden den zehnten Rang. Lokalrivale Hannover 96 rangierte einen Rang davor. Der Innensturm mit Ulsaß, Dieter Perau und Elfert setzte sich eindrucksvoll in Szene. Elfert kam auf 28 Spiele mit acht Toren. Im ersten Jahr Fußball-Regionalliga 1963/64 belegte Arminia hinter Meister St. Pauli und dem Vize Hannover 96 den dritten Rang. Elfert, Helmut Kafka, Ulsaß und Uwe Witt verpassten damit knapp den Einzug in die Bundesliga-Aufstiegsrunde. International bestritt Elfert im September und November 1963 zwei weitere Spiele in der U-23-Nationalmannschaft. Die „Roten“ von Hannover 96 stiegen zur Runde 1964/65 in die Fußball-Bundesliga auf und „Amigo“ Elfert und seine Mannschaftskameraden kamen in der Regionalliga 1965 auf den vierten Rang. Nach 56 Regionalligaeinsätzen mit neun Toren nahm Elfert das Angebot des Bundesligaaufsteigers Borussia Mönchengladbach an und wechselte zur Runde 1965/66 an den Niederrhein.

### Bundesliga, 1965 bis 1971
Beim Debüt von Borussia Mönchengladbach in der Fußball-Bundesliga, am 14. August 1965 bei Borussia Neunkirchen, erzielte „Amigo“ Elfert in der 20. Spielminute die 1:0-Führung für die Mannschaft von Trainer Hennes Weisweiler. Elfert agierte bei dem 1:1-Unentschieden im Mittelfeld als „hängender“ Linksaußen. Im zweiten Jahr in Mönchengladbach, 1966/67, bildete er zusammen mit Günter Netzer und Herbert Laumen die Stammbesetzung im Mittelfeld und absolvierte dabei 28 Spiele mit zwei Toren. Im Oktober und November 1966 wurde er zu zwei weiteren Einsätzen in der U-23 berufen. Zur Runde 1967/68 nahm er das Angebot des Deutschen Meisters des Jahres 1967, Eintracht Braunschweig, an und wechselte nach Niedersachsen.
In der ersten Runde mit der Mannschaft von Trainer Helmuth Johannsen, 1967/68, bestritt er beim Titelverteidiger 22 Bundesligaspiele und schoss dabei drei Tore. Im Europacup der Meister bestritt er das erste und das letzte Spiel der Eintracht. Am 15. September 1967 war er bei der Premiere in Wien gegen Rapid Wien im Einsatz, als Franz Hasil den 1:0-Erfolg der Rapid-Elf erzielte und am 20. März 1968 war er beim Entscheidungsspiel gegen Juventus Turin im Berner Wankdorf-Stadion mit von der Partie. Roger Magnusson entschied mit seinem Tor das Spiel für Juventus. Durch mehrere Verletzungen wiederholt zurückgeworfen, war sein Einsatz am 27. Februar 1971 beim 5:0-Heimerfolg gegen den MSV Duisburg, er wurde in der 63. Minute für Lothar Ulsaß eingewechselt, sein letztes Bundesligaspiel. Von 1967 bis 1971 hatte Elfert für Braunschweig 55 Spiele mit vier Toren bestritten.

### Ende der Laufbahn
In der Regionalliga Nord, beim VfL Osnabrück an der Bremer Brücke, war „Amigo“ Elfert in den Runden 1971/72 und 1972/73 an den zwei Vizemeisterschaften 1972 und 1973 und damit dem jeweiligen Einzug in die Bundesliga-Aufstiegsrunde beteiligt. Mit Trainer Erwin Türk landete der VfL 1972 in der Aufstiegsrunde hinter dem souveränen Aufsteiger Wuppertaler SV auf dem zweiten Rang. Elfert hatte an der Seite der Mitspieler Werner Kamper, Friedhelm Holtgrave und Volker Graul dabei sieben Spiele mit zwei Toren bestritten. Sein letztes Spiel für Osnabrück absolvierte er am 13. Mai 1973 beim 1:0-Auswärtserfolg gegen den Itzehoer SV. Jürgen Bitter bezeichnet „Amigo“ Elfert als „einen der größten Techniker, die an der Bremer Brücke jemals unter Vertrag standen“.
Später zog es Elfert nach Wiehl bei Gummersbach, von wo aus er seiner Tätigkeit als Repräsentant einer großen Sportartikelfirma nachging.